# Чохто
Чохто , также известный как чухта (авар. чухта, чухто, анд. чутху, годоб. кIяштIа, дарг. чуткъа, лезг. шутку, кум. чутку) — женский головной убор у народов Дагестана.

## История
Чохто носился с эпохи бронзового века и вплоть до XX века. Чохто широко бытовал у народов равнинного Дагестана – дербентских азербайджанцев, кумыков, табасаран, татов, горских евреев, после чего в обиход проник к предгорным и горным даргинцам, аварцам, а также лакцам и постепенно стал вытеснять остальные типы головных уборов. Советская власть отменила ношения национальной одежды.

## Технология изготовления и ношения
Выходя из дома, женщина всегда накидывала поверх большой платок чохто. Шился из гладких или пёстрых тканей, у молодых девушек – из парчи и шёлка. Были чохто как повседневные, так и парадные. Чохто плотно охватывал голову и свисал по спине, достигая талии или подола платья, нижняя часть часто делалась из нарядной ткани, украшалась бахромой. Наиболее распространена мешкообразная чохто размерами длина: 90 – 130 см., ширина 70 – 80 см.

## Виды чохто
- Андийское чохто напоминает по форме рога и перевернутый полумесяц[3].
- Годоберинское чохто (кашта) украшалась серебряными монетами и по бокам имела крупные и тяжелые нашивные кольца[4].
- Даргинское чохто по форме  прямоугольного полотнища, иногда присборенная в лобной части головы, с нарядной нашивкой или вышивкой бисером, кораллом, жемчугом.
- В селе Согратле чохто было чашеобразной формы, на которое нашивались предметы личной гигиены, зубная щетка из конского волоса и костяной ухочистки[5].
- Рутульское чохто – в виде треугольной накидки, застёгнутой под подбородком на пуговиц.
- В селе Кубачи характерную особенность чохто придавала нарядная нашивка-налобник[6].
- У народов в Южного Дагестана (лезгины, агулы, табасараны) чохто представляла собой чепец, часто расшитый серебряными бляшками, с пришитым накосником-мешком.
- У части даргинцев и аварцев, а также хваршин, багулалов, тиндалов – чепец чохто иногда был в виде остроугольного колпака с длинным полотнищем.